# Michael Olise
Michael Akpovie Olise (* 12. Dezember 2001 in London) ist ein französisch-englischer Fußballspieler. Der Flügelspieler steht beim Bundesligisten FC Bayern München unter Vertrag und spielt seit September 2024 für die französische Fußballnationalmannschaft.

## Karriere

### Vereine

#### Jugend
Olise wurde als Sohn einer französisch-algerischen Mutter und eines nigerianischen Vaters im Londoner Stadtteil Hammersmith geboren. Er spielte in den Jugendabteilungen von Manchester City und des FC Chelsea, bevor er sich im Sommer 2016 dem Nachwuchs des FC Reading anschloss. In der Saison 2017/18 spielte er erstmals in der U18-Mannschaft der Royals; in der folgenden Spielzeit 2018/19 lief er erstmals in der Premier League 2 für die U23 auf.
Im März 2019 war der Offensivspieler erstmals im Kader der ersten Mannschaft gelistet. Am 12. März 2019 (37. Spieltag) debütierte er bei der 0:3-Heimniederlage gegen Leeds United in der zweithöchsten englischen Spielklasse, als er in der 69. Spielminute für Modou Barrow eingewechselt wurde. In der verbleibenden Saison kam er in weiteren drei Ligaspielen zum Einsatz.

#### FC Reading
Am 15. Juli 2019 unterzeichnete er seinen ersten professionellen Vertrag bei Reading, der ihn für drei Jahre an den Verein band. Die Hinrunde der Spielzeit 2019/20 verbrachte er überwiegend in der Reserve und wurde nur sporadisch in der Championship-Liga berücksichtigt. Im Februar 2020 gelang ihm der Durchbruch in die Startformation und diesen Status hielt er bis Saisonende inne. Insgesamt stand er dadurch in 19 Ligaspielen auf dem Spielfeld. Am 19. September 2020 gelang ihm beim 2:0-Heimsieg gegen den FC Barnsley sein erstes Ligator; bis zum Saisonende kam er in insgesamt 44 Ligaspielen auf sieben Tore und zwölf Torvorlagen für den Zweitligisten.

#### Crystal Palace
Gegen Zahlung einer Ablösesumme wechselte Olise im Juli 2021 zum Erstligisten Crystal Palace, der ihn mit einem Fünfjahresvertrag bis 2026 ausstattete. Nach zwei Toren und fünf Torvorlagen in seiner ersten Saison dort konnte er sich in seiner zweiten Saison 2022/23 als Stammspieler etablieren und wurde, neben zwei selbst erzielten Treffern, mit elf Torvorlagen in 37 Ligaspielen der beste Vorlagengeber seiner Mannschaft. Aufgrund einer Verletzung verpasste er einen Großteil der Hinrunde der anschließenden Saison 2023/24. Ein Angebot des FC Chelsea lehnte er im August 2023 ab und verlängerte stattdessen seinen Vertrag bei Crystal Palace um ein weiteres Jahr bis 2027. Nach seiner Rückkehr bestritt er von November 2023 bis Februar 2024 elf Ligaspiele, in denen ihm sechs Tore und drei Vorlagen gelangen, ehe er erneut verletzt ausfiel.

#### FC Bayern München
Im Juli 2024 unterschrieb er einen bis zum 30. Juni 2029 datierten Vertrag mit dem FC Bayern München. Olise entwickelte sich auf Anhieb zu einem der wichtigsten Spieler bei Bayern und holte mit der Mannschaft die Meisterschaft. Als einziger Bayer absolvierte er alle 34 Ligaspiele, dabei erzielte er zwölf Tore. Ihm gelangen die meisten Torvorlagen der Bundesliga (16), auf der Scorerliste belegte er Rang zwei hinter Teamkollege Harry Kane. Mehrere Medien wählten ihn in die Elf der Saison.

### Nationalmannschaft
Olise ist für England, durch seine Mutter auch für Frankreich und Algerien und durch seinen Vater für Nigeria spielberechtigt. Mit der französischen U18-Nationalmannschaft nahm er im Juni 2019 am Turnier von Toulon teil, in dem er in zwei Gruppenspielen zum Einsatz kam. Ab März 2022 kam er in der französischen U21-Nationalmannschaft zum Einsatz und nahm mit ihr im Sommer 2023 an der U21-Europameisterschaft teil. 2024 spielte er bei den Olympischen Sommerspielen und gewann mit seiner Mannschaft die Silbermedaille.
Sein Debüt in der A-Nationalmannschaft Frankreichs gab er bei der 1:3-Niederlage in der UEFA Nations League 2024/25 gegen Italien in der Startelf. Der Flügelspieler wurde in der 58. Minute beim 1:2-Zwischenstand für Ousmane Dembélé ausgewechselt.

## Erfolge
Verein
- Deutscher Meister: 2025 (FC Bayern München)
- Deutscher Supercupsieger: 2025 (FC Bayern München)

Nationalmannschaft
- Olympische Silbermedaille: 2024

Individuell
- Rookie des Monats der Fußball-Bundesliga: Oktober 2024
- Rookie des Saison der Fußball-Bundesliga: 2024/25
- Spieler des Monats der Fußball-Bundesliga: April 2025
- Wahl in die VDV 11: 2024/25